# Jasmine Paolini
Jasmine Paolini (født 4. januar 1996 i Castelnuovo di Garfagnana, Italien) er en professionel tennisspiller fra Italien.